# Număr Sierpiński
Un număr Sierpiński este un număr natural impar k cu proprietatea că {\displaystyle k\times 2^{n}+1} este un număr compus, pentru orice număr natural n. În anul 1960, Wacław Sierpiński a demonstrat că există o infinitate de numere naturale impare k care au această proprietate.
Cu alte cuvinte, dacă k este un număr Sierpiński, toate numerele din următoarea mulțime sunt numere compuse:
{\displaystyle \left\{\,k\cdot 2^{n}+1:n\in \mathbb {N} \,\right\}.}
Pe de altă parte, dacă numărul este de forma {\displaystyle k\times 2^{n}-1}, atunci k se numește număr Riesel.

## Numere cunoscute
Șirul numerelor Sierpiński cunoscute în prezent este:
78557, 271129, 271577, 322523, 327739, 482719, 575041, 603713, 903983, 934909, 965431, 1259779, 1290677, 1518781, 1624097, 1639459, 1777613, 2131043, 2131099, 2191531, 2510177, 2541601, 2576089, 2931767, 2931991, ...
John Selfridge a demonstrat în anul 1962 că numărul 78557 este un număr Sierpiński, arătând că toate numerele de forma 78557⋅2n + 1 au un factor din mulțimea {3, 5, 7, 13, 19, 37, 73}. Pentru următorul număr Sierpiński, 271129, mulțimea factorilor posibili este {3, 5, 7, 13, 17, 241}. Majoritatea numerelor Sierpiński cunoscute în prezent prezintă aceleași mulțimi de factori.

## Problema lui Sierpiński
Problema lui Sierpiński se referă la găsirea celui mai mic număr Sierpiński. Într-o corespondență privată adresată lui Paul Erdős, Selfridge a propus conjectura că 78.557 este cel mai mic număr Sierpiński. Nu s-au putut găsi alte numere Sierpiński, iar în prezent se crede că 78.557 este într-adevăr cel mai mic nummăr de acest tip.